# León (Villamarín)
León (llamada oficialmente Santa Baia de León) es una parroquia del municipio español de Villamarín, en la provincia de Orense, Galicia.

## Toponimia
La parroquia también es conocida por los nombres de Santa Eulalia de León y Santa Eulalia do León.

## Organización territorial
La parroquia está formada por ocho entidades de población:
- Agromaior (Agro Maior)
- A Pica
- A Pousa
- As Canteiras
- O Cepedo
- O Prado
- O Val
- Pardiñeiros (Os Pardiñeiros)

## Demografía
| Gráfica de evolución demográfica de León entre 2000 y 2023 |
|                                                            |
| Datos según el nomenclátor publicado por el INE.           |